# Raúl Foullón
Cesáreo Raúl Emilio Foullón Van Lissum (* 25. února 1955) je bývalý mexický zápasník – judista.

## Sportovní kariéra
V mexické mužské reprezentaci se prosadil v roce 1972 jako 17letý v lehké váze do 70 kg, když ho japonský trenér mexické reprezentace Tomojoši Jamaguči vzal na olympijské hry v Mnichově namísto zkušeného Carlose Espinozi. V Mnichově prohrál ve druhém kole na ippon s favorizovaným Sovětem Anatolijem Novikovem. V roce 1976 se do mexického olympijského týmu nevešel a v dalších letech se v reprezentaci neprosazoval. Po skončení sportovní kariéry se věnoval sportovní funkcionářské práci na Mexickém judistickém svazu.

## Výsledky v judu
| Turnaj                  | 1972       | 1973       | 1974       | 1975       | 1976       |
| Turnaj                  | 17         | 18         | 19         | 20         | 21         |
| Turnaj                  | lehká váha | lehká váha | lehká váha | lehká váha | lehká váha |
| ----------------------- | ---------- | ---------- | ---------- | ---------- | ---------- |
| Olympijské hry          | úč.        |            |            |            | —          |
| Mistrovství světa       |            | —          |            | —          |            |
| Panamerické hry         |            |            |            | ?          |            |
| Panamerické mistrovství | ?          |            | ?          |            | 3.         |
| Středoamerické a k. hry |            |            | 3.         |            |            |
| MS juniorů              |            |            | 5.         |            |            |